# Linnea Axelsson

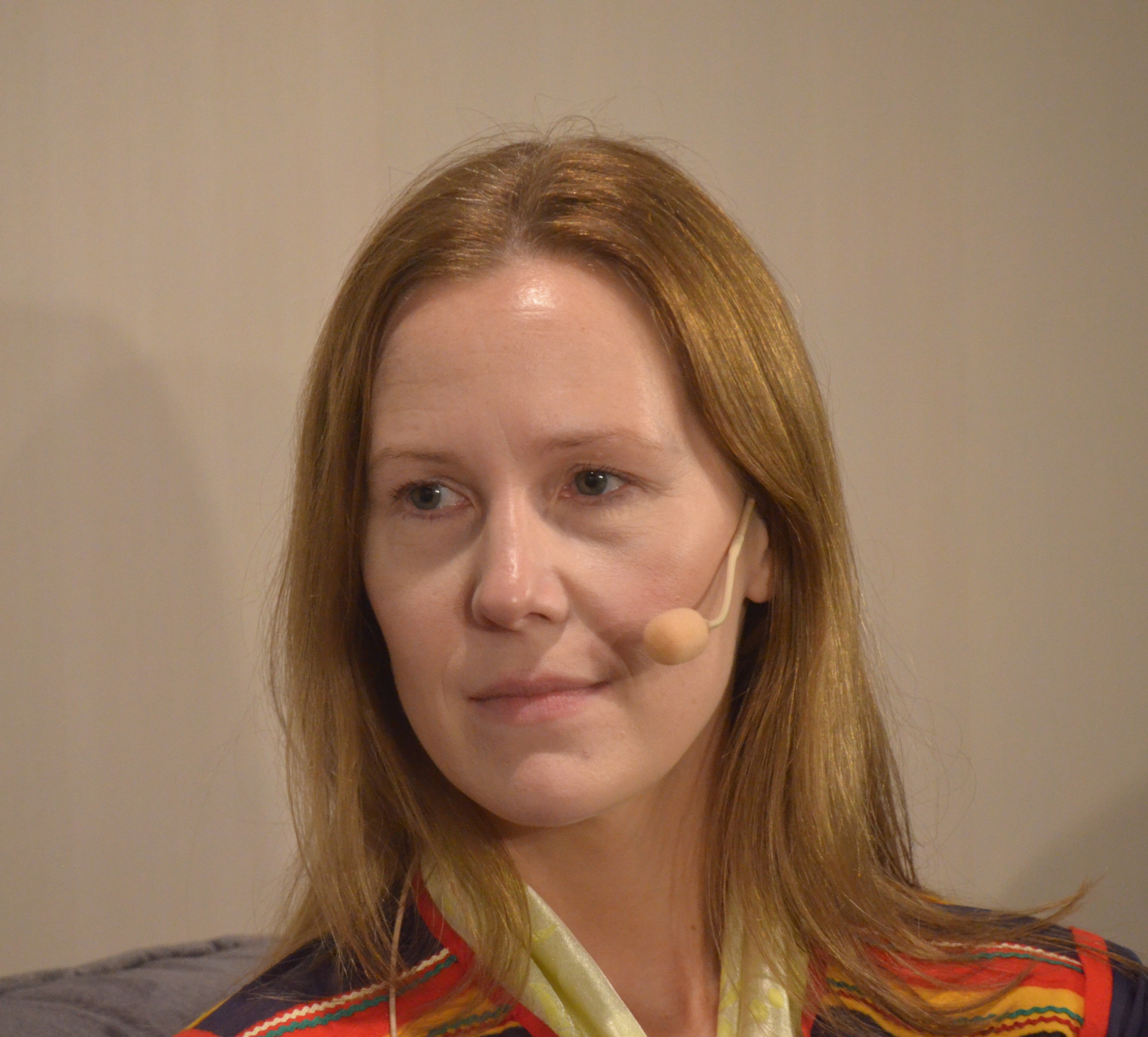
Linnea Axelsson, 2024

Linnea Axelsson (* 10. Dezember 1980 in Porjus) ist eine samisch-schwedische Kunstwissenschaftlerin, Romanautorin und Dichterin.

## Leben und Werk
Linnea Axelsson wuchs in Porjus in der Gemeinde Jokkmokk und in Norsjö in der Provinz Västerbotten als Tochter einer samischen Mutter und eines schwedischen Vaters auf. Sie studierte an der Universität Umeå Geisteswissenschaften und wurde 2009 mit Omfamningar. Rummets och gränsens meningar in Kunstgeschichte promoviert. Sie wohnte einige Jahre in Berlin und lebte anschließend in Robertsfors. Nachdem sie in den 2000er Jahren mehrere Gedichtbände veröffentlicht hatte, erschien mit Tvillingsmycket 2010 ihr erster Roman. Linnea Axelsson lebt mit Mann und Tochter im Ortsteil Bergshamra der Gemeinde Solna bzw. in Stockholm.
Mit der 2018 veröffentlichten über 700 Seiten langen Gedichtsammlung Ædnan, einer Familiensaga über die Folgen kolonialer Besiedlung, gewann Linnea Axelsson mehrere literarische Auszeichnungen, darunter den seit 1989 bestehenden August-Preis. Der renommierteste schwedische Literaturpreis war zuvor erst einmal für einen Gedichtband vergeben worden. Ædnan erzählt die Geschichte der Samen anhand zweier Familien über drei Generationen hinweg. Die Gedichte folgen keiner zeitlichen Chronologie. Ein Zeitabschnitt beschreibt die 1920er Jahre mit Armut, Forschung und Zwangsumsiedlungen von Rentierzüchterfamilien aus Nordschweden. Eine weitere Periode spielt in den 1950er Jahren mit Nomadenschulen, der Assimilation und Kolonisierung der Sami durch den schwedischen Staat, die einen Verlust von Sprache, Kultur, Wissen und Traditionen der Samen zur Folge hatte. Außerdem werden die 2010er Jahre beschrieben mit den Bemühungen der jüngeren Generationen, ihre samische Identität zurückzugewinnen.

## Auszeichnungen und Stipendien
- Preise und Nominierungen für Ædnan:

- 2019: Norrlands Literaturpreis
- 2019: Nominierung für den Lyrikpreis des Schwedischen Radios
- 2019: Nominierung für den Eyvind-Johnson-Preis
- 2018: Literaturpreis des Svenska Dagbladet
- 2018: August-Preis im Bereich Belletristik
- 2018: mit 50.000 Kronen dotierter Autorenpreis der Studieförbundet vuxenskolans
- 2018: Ordfront-Demokratiepreis

- 2018: Eric-und-Ingrid-Lilliehööks-Stipendium
- 2010: Gerard-Bonnier-Stipendium der Schwedischen Akademie in Höhe von 50.000 Kronen[1]

## Veröffentlichungen (Auswahl)
Romane und Gedichtsammlungen:
- 2022: Magnificat. Verlag Albert Bonniers, ISBN 978-9-10019385-0
- 2018: Ædnan. Verlag Albert Bonniers, ISBN 978-9-10017365-4
- 2010: Tvillingsmycket – en syskonlegend. Wahlström & Widström, ISBN 978-9-14622079-4
- 2008: Kaos är en vän till mig, ISBN 978-9-19774010-4
- 2004: Detta är ett rån. ISBN 91-9751-300-8
- 2003: Viskningar vittnen – en bilderbok om samisk nutidshistoria[1]

Sachbücher:
- 2009: Omfamningar. Rummets och gränsens meningar: Om Louise Bourgeois' och Rachel Whitereads verk (Dissertation), Umeå University, Faculty of Arts, Department of culture and media studies, 2009, ISBN 978-91-7264-780-0[1][14]
- 2007: Det leende landskapet in Med landskapet bakom
- 2006: Bildning och känsla i konsthistorisk metod. ISBN 91-7264-100-2